# 論証
論証（ろんしょう、英: argument）とは、論理学の用語で、前提（premises）と呼ばれる宣言的文の集まりと結論（conclusion）と呼ばれる宣言的文から構成され、前提群から結論が真であることが導き出せることを主張したものである。そのような論証には、妥当なものと妥当でないものがある。なお、個々の宣言的文は真（true）か偽（false）かで判断されるが、論証は妥当（valid）か妥当でない（invalid）かで判断される。英語では、宣言的文をstatementや命題（proposition）と呼んでいたが、最近では哲学的な含意を避けるためsentenceと呼ぶことが多い。

## 妥当性
妥当な論証は、推論規則に従ったものである。妥当でない論証は、推論規則に従っていない。
ある論証が妥当であっても、その結論が真であるとは限らない。前提が偽であっても、論証形式自体は妥当なことがあるためである。妥当な論証で前提が真であるときのみ、結論も真となる。
論証の妥当性は、その形式に依存し、前提や結論の真偽には依存しない。論理学は妥当な論証形式を探すこともテーマの1つとなっている。妥当な論証は前提が真であれば結論も必ず真となるもので、妥当な論証で前提が真で結論が偽となることはあり得ない。論証の妥当性はその形式に依存するので、論証が妥当でないことを示すにはその形式が妥当でないことを示せばよく、同じ形式で前提が真で結論が偽となる例を示せばよい。非形式論理では、これを反論（counterargument）と呼ぶ。

## 証明
証明とは、論証が妥当であることを示すものである。ただし記号論理学では証明とは公理系における公理と推論規則から論理式を導く構文論的推論であり、意味論的に与えられる真理値や妥当性とは別の概念として考えられる。

## 妥当性、健全性、効果
前提が真であるような妥当な論証を健全であると呼ぶ場合がある。
論証が妥当でなくなる原因はいくつかある。よく知られた妥当でない論証のパターンを誤謬と呼ぶ。
論証が健全だったとしても、結論が真であることを一般に納得させられない場合がある。そのような論証を、健全だが効果がない（ineffective）という。論証が効果を発揮できない原因として「精査不能; not scruntinizable」であることが挙げられる。つまり、一般的な検討ができないのである。それは例えば、論証が長すぎたり、複雑すぎたりするためであったり、専門用語が多用されていて理解できなかったり、推論過程が常識的でないなどの理由で発生する。妥当性と健全性は論証の論理的属性であり、意味論的属性としても理解される。一方、論証の効果は論理的な属性ではないが、実用面ではそれが重要となる。

## 形式的論証と数学的論証
数学においては、論証のそれぞれの文を一階ペアノ算術のような形式言語で書くことで形式化されることが多い。形式化された論証は、次のような属性を持つ。
- 前提はそのままで明確に識別される。
- 推論はその論証が書かれた形式言語の推論規則に基づいて正当化される。
- 結論はそのような推論の最終的結果として現れる。

したがって、形式的論証の妥当性の検証は単純であり、これら3つの属性を持つかどうかは容易に検証可能である。
数学における多くの論証は、厳密な意味では形式的ではない。厳密に形式的な証明は、自明で簡単なものを除いては極めて退屈な作業であり、コンピュータの補助なしではそれほど長続きしない。自動定理証明は、そのような問題の解決策としても使われる。
一般に数学的論証は、その理論内で形式化可能な範囲内で形式的であると言える。このような性質を指して、数学的論証は「厳密; rigorous」であると称する。数学者は、必要なら形式的な推論の連鎖を構築できると確信しているため、そのような連鎖を形式化によって1つの推論にまとめたがる傾向がある。
いずれにしても、論証を形式化する利点は、証明理論のような妥当な数学的論証に関する理論を構築できる可能性にある。証明理論は数学全体の妥当な論証のクラスを調査し、健全な数学的論証の結論としてどのような文が出てくるのかをはっきりさせる。ゲーデルの不完全性定理は証明理論の成果であり、全ての真なる数学的文は形式化された健全な数学的論証から生み出されるという事実を明らかにした。実際には、全ての真なる数学的文が証明可能というわけではない。

## 科学における論証
普通の哲学や科学の議論では、アブダクション的論証や類推による論証も一般に利用される。論証は妥当か妥当でないかのどちらかだが、ある論証の妥当性の判定方法もしばしば議論となる。非形式的には、妥当な論証は結論が真であることを人々に納得させることができるはずである。しかし、妥当性に関するそのような判定基準は不十分であるか、誤解を生む可能性さえある。というのも、他人に納得させ否定できないようにすることは、論証を構築する人のスキルに大きく依存しているからである。
論証の妥当性のより客観的な判定基準が明らかに好ましく、場合によっては妥当性の精密な規則に従うことで論証を厳密なものとすることも期待できる。これは数学的証明における論証にも当てはまる。厳密な証明は、必ずしも形式的証明である必要はない。

## 論証の理論
論証の理論は非形式論理の理論と密接に関連している。理想的には、論証の理論は論証の妥当性を説明する何らかの機構を提供すべきものである。
1つの自然な手法として、数学的パラダイムに従い、論証における表明の意味論を使って妥当性を定義することが考えられる。そのような手法は単純さが魅力だが、純粋に論理的な論証以外にこの方法を適用することは難しい。また、文全体の解釈の必要性だけでなく、文の構成要素も解釈する必要があり、例えば The present value of government revenue for the next twelve years（今後12年間の政府収入の現在価値）といった名詞句を解釈する必要がある。
この手法を進める際の大きな障害は、適切な意味論的領域を決定することが容易な仕事ではなく、様々な難しい存在論的問題を生じる点である。また、論証の理解と評価に関して何か有益なことを見出す以前に、受け入れられる意味論的理論を見出せない可能性もある。このため、純粋意味論的手法は実際の会話にもっと容易に適用可能な他の手法に取って代わられた。
確率、経済学、物理学などに関する論証について、対象となる現象のモデルを利用できるなら、意味論的な問題の一部は解決する。この場合、モデルを使って意味解釈を限定でき、論証の妥当性はその抽象モデルに還元される。このような還元は自然科学で広く行われており、モデルについて合意できるなら社会問題を論じる際にも有効である。しかし、そのような還元が行われることはめったになく、社会政策についての論証が十分な評価をされることはほとんどない。
別の手法として、少なくとも論証と社会的相互作用が密接に関連しているときに、論証の語用論を確立する手法がある。論証の目的が個人間の意見の相違を解決することである場合、これは非常に有益である。

## 議論における論証
これまでに述べた論証は、書籍や論文にあるような静的なものである。従って、何らかの表明の正当性が記録されたものである。論証は会話にも見られ、その場合は提案者と対話者がより対称的な関係にある。前提に関して議論されると同時に、途中の推論の妥当性も議論される。例えば、次のような会話があるとする（No true Scotsman の誤謬の例）。
論証: 「スコットランド人なら粥（ポリッジ）に砂糖は入れない」
応答: 「しかし、私の友人の Angus は粥に砂糖を入れますよ」
再応答: 「なるほど。だが、本物のスコットランド人なら粥に砂糖は入れない」
この会話で、提案者がまず前提を提示して、対話者がその前提に異議を唱え、提案者は最終的に前提を修正している。このやりとりはもっと長い会話の一部かもしれない。例えば、殺人に関する法廷で、被告人がスコットランド人で、犯人が犯行時に砂糖入りの粥を食べていた証拠があるのかもしれない。
論証的会話では、対話の規則は当事者間の掛け合いで生まれてくるが、多くの場合事前に社会的慣習によって規則が決定されている。対称的な会話では、論証的会話は結論の正当化以上の発見の過程と見なすことができる。理想的には、論証的会話の目的は、会話の当事者が相互に受け入れられる推論によって共に1つの結論に到達することである。しかし、場合によっては結論の妥当性は二の次とされることもある。例えば、会話の最終目的が、相手を疲れさせ、商品を値切ることにあるのかもしれない。Walton は論証的会話を目的別に次のように分類した。
- 個人的な口げんか
- 法廷での論争
- 宗教的会話
- 値切るための会話
- 行動選択の会話
- 教育的会話

Van Eemeren と Grootendorst は、論証的会話の段階を示した。この段階は、論証のプロトコルと見なすことができる。大まかに言えば、その段階は次のようになる。
- 遭遇（confrontation）: 議題や政治的不一致といった問題の提示。
- 開始（opening）: 証拠の提示方法、何を事実として扱うか、終了条件などの取り決めについて合意。
- 議論（argumentation）: 合意した取り決めに基づいた論理的原則による議論。
- 終了（closing）: 終了条件に達したときに終了する。例えば、予め時間を決めておいたり、第三者に判定してもらうなど。

Van Eemeren と Grootendorst は、プロトコルの各段階で適用されるべき規則群の詳細を示した。さらにここでは、論証の必要性からプロトコルにおける提案者と対話者の役割が指定される。
論証が一種の会話であっても、その多くは非対称的である。そのような例として政治的論証がある。
議論学に関する最近の研究として、議論を言語の最も重要な機能の一つとする考え方がある（ポール・グライス、ジョン・サール、ジョン・L・オースティン、カール・ポパー）。このため、議論学は純粋な形式論理学とはかけ離れたものとなりつつある。
この傾向に寄与している1人である哲学者 Chaim Perelman は、形式的な推論規則に還元できない論証について考察した。Perelman の論証についての見方は、法廷でのそれに近く、証拠の提示の規則と反論の規則が重要な役割を果たす。それは真理の意味論的な概念を無効化するが、万人が共有するモデルが存在しない場合の推論の可能性や、イデオロギーの衝突によってそのようなモデルの共有ができない場合に有効な方法である。本項の冒頭で示された「論証の構造は論理である」とする考え方とは別に、修辞的論理は議論のプロトコルであると見ることもできる。